# 조재철
조재철(趙載喆, 1986년 5월 18일 ~ )은 대한민국의 축구 선수이다.

## 클럽 경력
2010년 드래프트를 통해 성남 일화에 입단하였다. 데뷔 시즌 리그 29경기에 나서 4골을 기록하였으며 성남의 2010 AFC 챔피언스리그 우승에도 기여하였다.
2012년 경남 FC가 윤빛가람을 성남으로 이적시키면서 현금 20억과 조재철을 받는 트레이드가 성사되어 경남으로 적을 옮겼다. 2012 시즌엔 시즌 중반 피로골절 부상을 입으며 리그 17경기 출전에 그쳤지만 2013 시즌엔 시즌 내내 팀의 핵심 자원으로 활약하며 리그 30경기에 출전하였다.
2014 시즌을 앞두고 안산 경찰청에 입단하여 2015년 말 복무를 마칠 때까지 53경기 7골을 기록하였다.
2016년 1월 성남으로 이적하며 친정팀으로 복귀하였다.
2017시즌 종료 후 경남 FC로 다시 이적했다.
2020시즌을 앞두고 대전 하나 시티즌에 입단했다.
2021시즌을 앞두고 천안시 축구단으로 이적했다.